# By the Way (Freddy-Quinn-Lied)
By the Way ist ein englischsprachiger Schlager von Wes Farrell und James Wesley Voight, der 1963 vom österreichischen Sänger Freddy Quinn veröffentlicht wurde.

## Entstehung
Sowohl Musik als auch Text stammen von Wes Farrell und James Wesley Voight. Als Originalverlag ist bei der Gesellschaft für musikalische Aufführungs- und mechanische Vervielfältigungsrechte Screen Gems-EMI Music Inc. und als Subverleger die EMI Music Publishing Germany GmbH eingetragen.

## Schallplattenhülle
Auf der Schallplattenhülle sind Freddy Quinns Kopf und die äußerst obersten Teile seines Hemdkragens in Schwarzweißfotografie zu sehen. „Freddy“ ist in Großbuchstaben am oberen Rand der Hülle zu lesen, darunter Musiklabelname und -nummer. Darunter steht in weißer Schrift „By the Way“ und darunter in roter Schrift „I’ll Hold You In My Heart“. Die Veröffentlichung in den Vereinigten Staaten weist keine besonders gestaltete Hülle auf, die Liedtitel sind auf die Schallplatteninnenhülle gedruckt.

## Veröffentlichung
1963 war das Lied auf Freddy Quinns Studioalbum In South Africa / Suid-Afrika, das im Musiklabel Polydor unter der Nummer LPHM 46284 in Südafrika erschien.
1964 erschien das Lied in Deutschland unter der Polydor-Nummer 52 328 als Single; auf der B-Seite befand sich I’ll Hold You In My Heart. Die Veröffentlichung geschah unter den Rechtegesellschaften Gesellschaft für musikalische Aufführungs- und mechanische Vervielfältigungsrechte und Bureau International de l’Edition Mecanique. Als Plattenfirma fungierte die Deutsche Grammophon GmbH und Mastering sowie Pressung wurden durch die Deutsche Grammophon Gesellschaft Pressing Plant stattgeführt.
Im Musiklabel MGM Records wurde die Single unter der Nummer K13230 in den Vereinigten Staaten im selben Jahr veröffentlicht, dort erschien sie auch als Promo-Tonträger. Als Plattenfirma fungierte Metro-Goldwyn-Mayer, Inc., die Aufnahme erfolgte durch Deutsche Grammophon-Polydor Series und die Veröffentlichung durch Roosevelt Music und Adams-Vee & Abbott. Als Rechtegesellschaft fungierte Broadcast Music Incorporated.